# Urapteritra antsianakariae
Urapteritra antsianakariae är en fjärilsart som beskrevs av Charles Oberthür 1923. Urapteritra antsianakariae ingår i släktet Urapteritra och familjen Uraniidae. Inga underarter finns listade i Catalogue of Life.